# Nhân viên bảo vệ

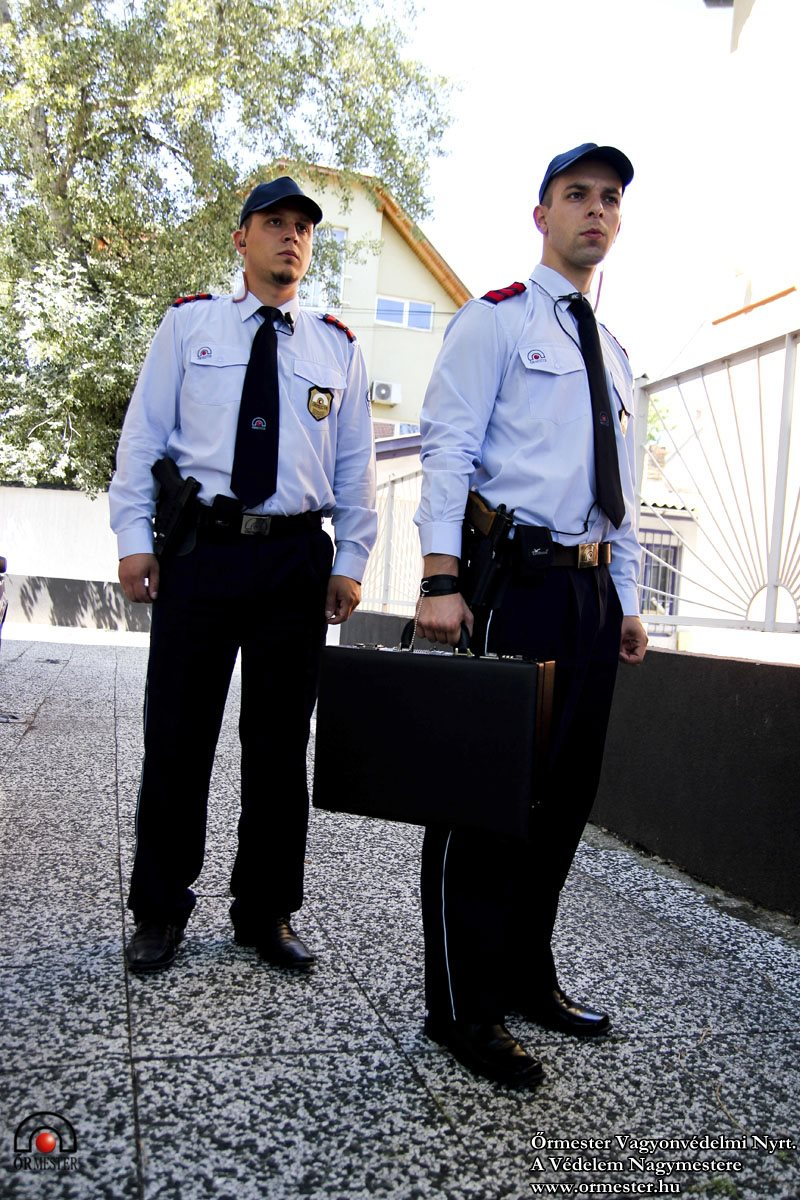
Nhân viên bảo vệ một xí nghiệp ở Hung-ra-ry

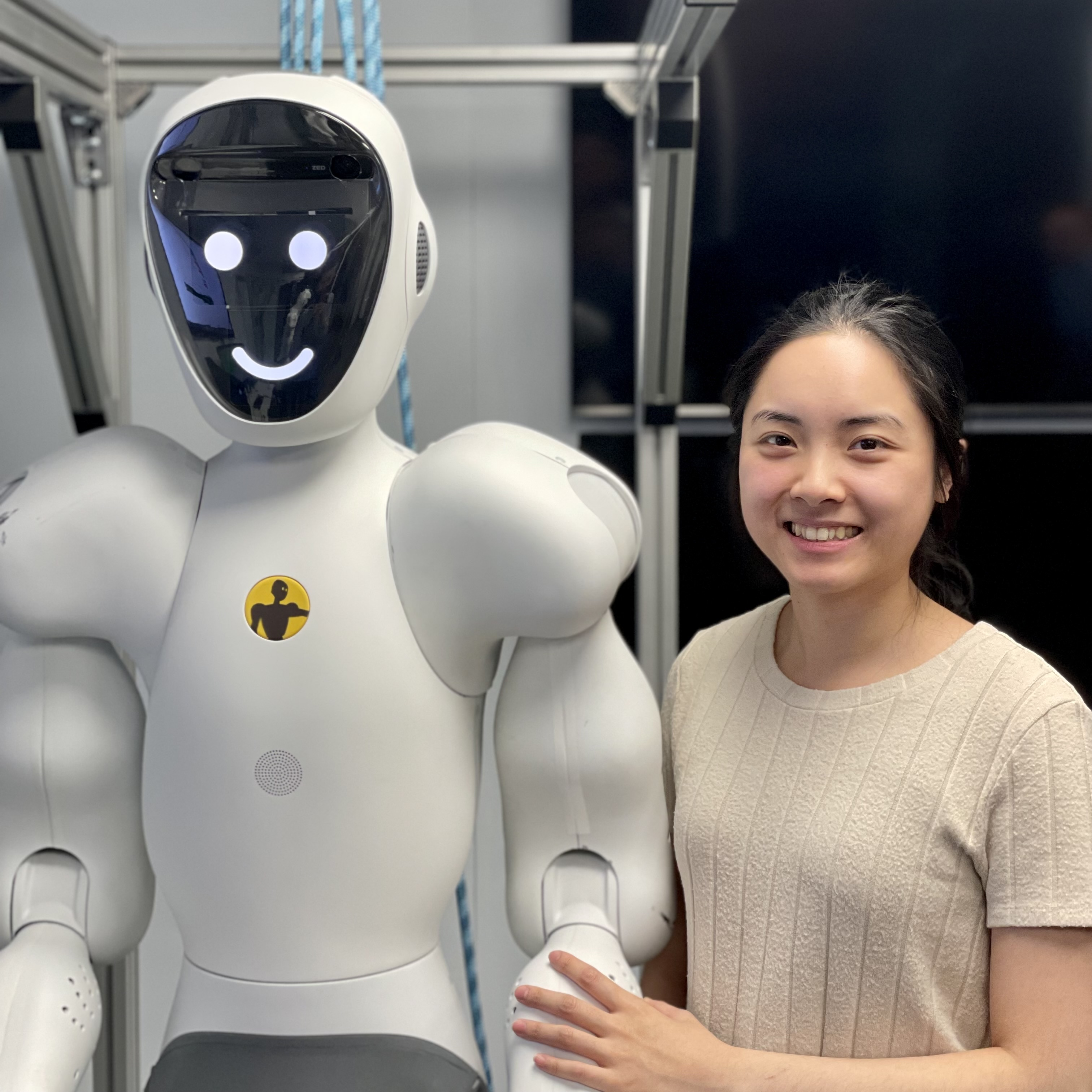
Nhân viên người máy bảo vệ

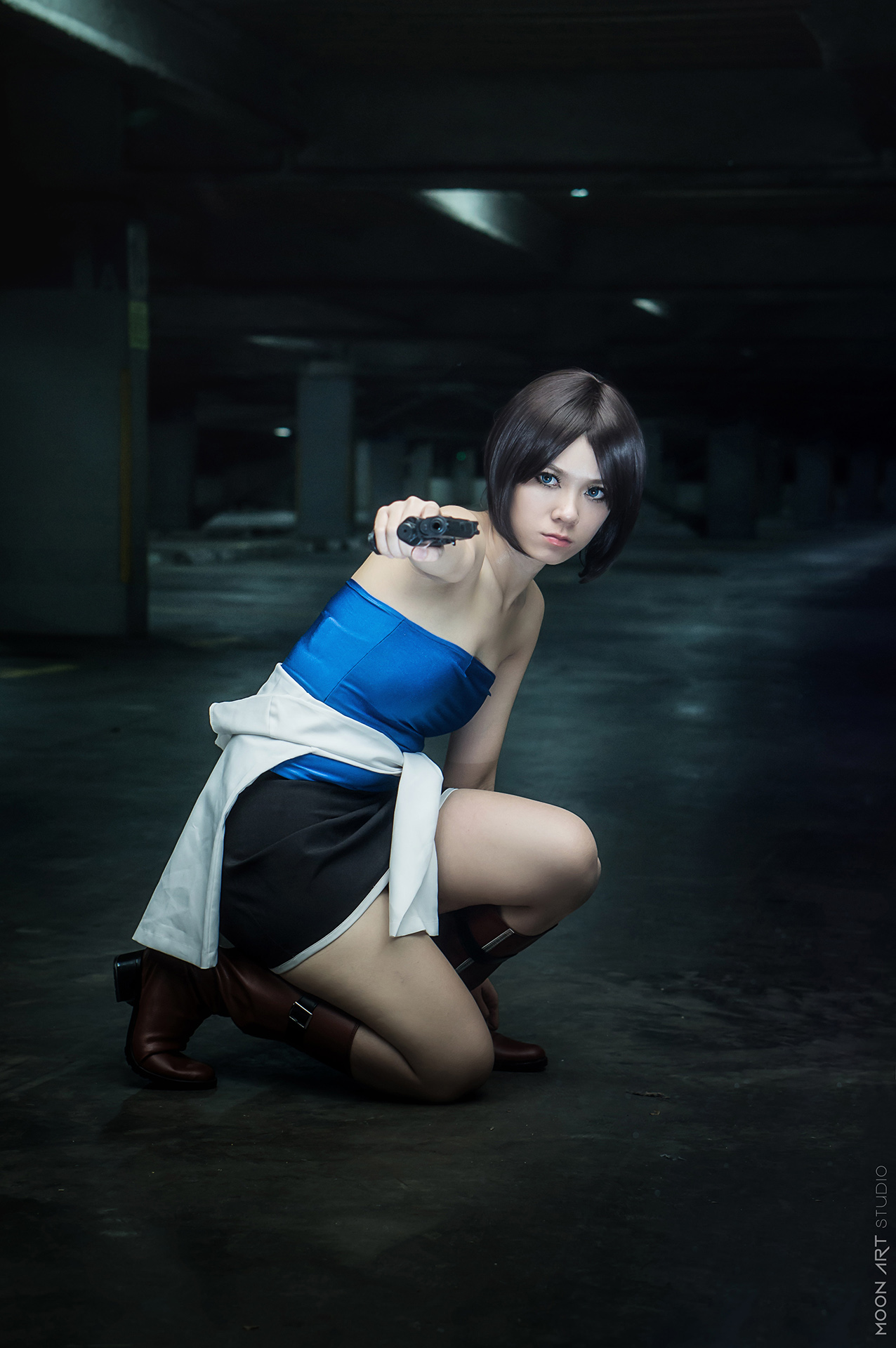
Nữ nhân viên an ninh tư nhân Jill Valentine trong game Resident Evil

Nhân viên bảo vệ (Security guard) còn được gọi là Nhân viên an ninh (Security officer) hay bảo vệ xí nghiệp (Factory guard) hoặc bảo vệ cơ quan (Protective agent) là nhân sự làm việc cho chính quyền hoặc bên khối tư nhân để bảo vệ tài sản của bên sử dụng lao động (tài sản, con người, thiết bị, máy móc, tiền bạc) khỏi nhiều mối nguy cơ khác nhau (như tội phạm, trộm cắp, phá hoại, gây thiệt hại, hành vi không an toàn của người lao động) bằng cách thực thi các biện pháp phòng ngừa, ngăn chặn và báo động. Nhân viên bảo vệ thực hiện điều này bằng cách duy trì sự hiện diện dễ thấy để ngăn chặn các hành động bất hợp pháp và hành vi không phù hợp, tìm kiếm (trực tiếp thông qua việc tuần tra hoặc gián tiếp bằng cách giám sát hệ thống báo động hoặc thông qua Camera giám sát) để phát hiện các dấu hiệu tội phạm hoặc các mối nguy hiểm khác (chẳng hạn như hỏa hoạn), thực hiện hành động để giảm thiểu thiệt hại (chẳng hạn như xét hỏi, khám xét, cảnh báo và áp tải những kẻ xâm phạm ra khỏi nơi có tài sản) và báo cáo mọi sự cố cho khách hàng của họ và dịch vụ khẩn cấp (chẳng hạn như cảnh sát hoặc dịch vụ y tế khẩn cấp), nếu phù hợp.
Các nhân viên an ninh thường được trang bị đồng phục đại diện cho thẩm quyền hợp pháp của họ để bảo vệ tài sản tư nhân. Nhân viên bảo vệ thường chịu sự điều chỉnh của các quy định pháp luật, trong đó đặt ra các yêu cầu về tính đủ điều kiện (chẳng hạn như kiểm tra lý lịch tư pháp) và thẩm quyền được phép của nhân viên bảo vệ trong một khu vực pháp lý nhất định. Các cơ quan có thẩm quyền được phép đối với nhân viên bảo vệ khác nhau tùy theo quốc gia và khu vực pháp lý địa phương. Nhân viên an ninh được nhiều tổ chức thuê, bao gồm các doanh nghiệp, cơ quan, ban ngành chính phủ và các tổ chức phi lợi nhuận (ví dụ: nhà thờ và tổ chức từ thiện). Cho đến những năm 1980, thuật ngữ Người trông coi (Watchman) được áp dụng phổ biến hơn cho chức năng này, cách sử dụng đã có từ ít nhất là Thời Trung cổ.
Thuật ngữ này đã được chuyển sang Bắc Mỹ, nơi nó có thể thay thế bằng cụm từ người gác đêm cho đến khi cả hai thuật ngữ này được thay thế bằng các chức danh dựa trên bảo mật hiện đại. Nhân viên an ninh đôi khi được coi là người thực hiện chức năng kiểm soát tư nhân. Nhiều công ty bảo mật và bộ phận bảo mật độc quyền thực hành phương pháp "phát hiện, ngăn chặn, quan sát và báo cáo". Nhân viên an ninh không bắt buộc phải thực hiện việc bắt giữ, nhưng sẽ có thẩm quyền thực hiện bắt giữ công dân, hoặc hành động như một cơ quan thực thi pháp luật, chẳng hạn như theo yêu cầu của cảnh sát hoặc cảnh sát trưởng hoặc khi bắt quả tang. Ở Mỹ, tất cả các nhân viên an ninh cũng phải trải qua khóa đào tạo bổ sung do tiểu bang bắt buộc để mang vũ khí như dùi cui, súng cầm tay và bình xịt hơi cay (ví dụ: Cục An ninh và Dịch vụ Điều tra ở California có yêu cầu phải có giấy phép cho mỗi loại vũ khí, vật phẩm được liệt kê phải được mang theo khi làm nhiệm vụ).